# Hlafira Dorošová
Hlafira Vasylivna Dorošová (nepřechýleně Doroš; ukrajinsky Глафіра Василівна Дорош 5. ledna 1921 – 17. září 2015) byla ukrajinská kuchařka z obce Ulanov ve Vinnycké oblasti, která vynalezla recept na ulanovské brambory. Je jedinou držitelkou sovětského řádu za kulinářský recept.

## Život
Hlafira Dorošová začala pracovat ve věku 14 let. Jelikož její matka byla kuchařkou, našla si také práci v místní jídelně a později vystudovala kuchařskou školu v Kyjevě. Během 2. světové války byla Ukrajina okupována nacistickým Německem a Grafira Doroš byla poslána pracovat do Německa do továrny na zbraně v Norimberku. Někdy ženy získávaly syrové brambory a snažily se vymýšlet nové způsoby jejich přípravy.
Po válce se vrátila na Ukrajinu a pracovala v restauraci ve obci Ulanov ve Vinnické oblasti. Tam dělali dvacet různých jídel z brambor. Ulanovské brambory byly vynalezeny náhodně, a to z malých zbytků brambor, které vedení restaurace dovolilo kuchařům použít pro sebe (v roce 1947 bylo jídlo vzácné). Na zbylém oleji (z brambor plněných masem) orestovala brambory a dala na ně česnekovou omáčku. Pokrm byl ohodnocen jako dostatečně chutný na to, aby byl zařazen do jídelníčku restaurace.
Začátkem 60. let 20. století navštívil kolchoz „Družba“ (přátelství), do kterého byl zahrnut i Ulanov, reportér populárních novin Izvestija z Moskvy. Správa kolchozu se obávala negativní publicity, a tak jako formu úplatku připravila pro hostujícího zpravodaje pohoštění v restauraci Ulanov. Mezi mnoha podávanými jídly se pro novináře vyjímala brambora s česnekovou omáčkou. Brzy místo očekávaného negativního článku vydal Izvestija obsáhlý článek velebící „ulanovský brambor“ a jeho vynálezkyni. Brzy byl nový recept široce popsán v sovětských tištěných médiích a recept získal v Sovětském svazu popularitu. V mnoha restauracích se prodával za cenu pouhých šesti kopějek za porci (přibližně 7 centů podle oficiálního směnného kurzu, výrazně méně podle kurzu na černém trhu), což bylo velmi levné i na sovětské standardy.
Hlafira Dorošová žila na Ukrajině také v důchodovém věku. I o jejích posledních letech jejího života se vědělo, že stále ráda vaří bramborová jídla, i když své „ulanovské brambory“ nepřipravovala často. Zemřela 17. září 2015 ve věku 94 let.

## Ulanovské brambory
Recept se uchází o zařazení do Národního seznamu nehmotného kulturního dědictví Ukrajiny.

### Recept
Na přípravu ulanovských brambor (ukrajinsky картоплі по-уланівськи) zahřejte 0,5 litru slunečnicového oleje v silném litinovém hrnci. Oloupejte 1 kg středních brambor, rozkrájejte na čtvrtiny a vložte do hrnce. Při přípravě česnekové omáčky nasekejte česnek a smíchejte s malým množstvím slunečnicového oleje. Přibližně po 20 minutách smažení (poté, co brambory zezlátnou) je třeba je položit na misku, aby mohl okapat olej. Poté navrch nalejte omáčku, nádobu na 2,5 minuty přikryjte pokličkou a pokrm je připraven ke konzumaci. Slunečnicový olej slitý z brambor lze znovu použít k výrobě dalších várky brambor. Zatímco klasický recept obsahoval pouze brambory, slunečnicový olej, česnek a sůl, existují varianty receptu s použitím špeku, cibule apod.

## Ocenění
- Dne 11. listopadu 1965 byla Hlafira Dorošová vyznamenána Řádem rudého praporu práce, čímž se stala jedinou držitelkou sovětského řádu za kulinářský recept.[1]
- V obci Ulanov se v roce 2021 konal kulinářský festival „Brambory v ulanovském stylu“, který připomenul 100. výročí narození Hlafiry Dorošové. Během festivalu bylo otevřeno Minimuzeum Hlafiry Dorošové.[6][7]